# Màquina universal
|  | Per a altres significats, vegeu «màquina universal de Turing». |

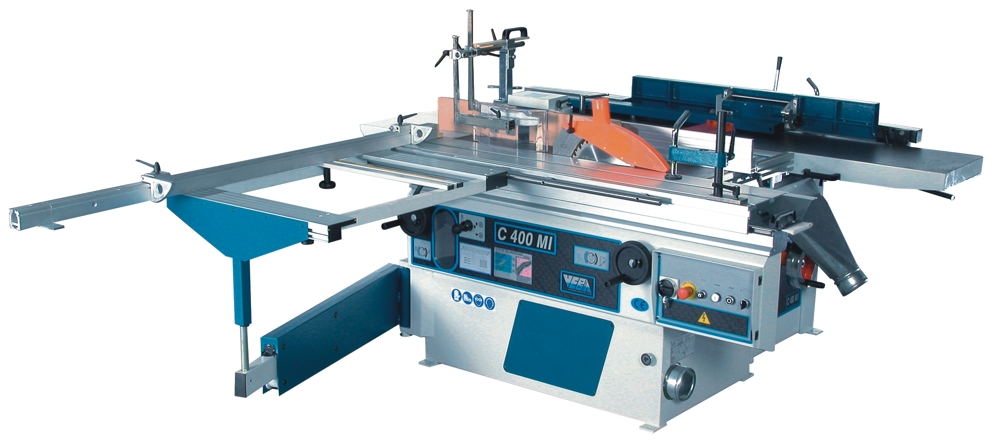
Màquina universal

Una màquina universal o combinada és, en fusteria, una màquina eina que combina diverses funcions. Alguns models professionals típics reuneixen en una sola màquina una serra circular de taula, una planejadora, una regruixadora i una traucadora de broca. Les més modernes tenen també una tupí que empra la mateixa taula de la serra.
Algunes definicions fan diferència entre màquina universal i màquina combinada.
La primera màquina universal fou inventada per Mr. Whines el 1858. L'empresa Samuel Worssam & Company en va presentar una a l'Exposició Internacional de 1862 a Londres.
A efectes d'espai és molt important reunir les prestacions de diferents màquines en una de sola. Cal tenir en compte que, a més de l'espai que ocupa una màquina, és imprescindible disposar de zones lliures a l'entrada i la sortida per a peces de fusta de les dimensions màximes necessàries. El cost d'una màquina universal és menor que el de les màquines especialitzades per separat.
L'inconvenient principal és el ritme de producció. No es poden usar totes les funcions a la vegada. En el cas de la serra i la tupí, es considera perillós, i el sistema d'interruptors de la màquina no ho permet. En altres casos és perquè els operaris es farien nosa. Només es pot treballar alhora amb la traucadora i les altres funcions. En tallers petits i amb un únic operari es tracta d'un desavantatge menor.